# SkiFree
SkiFree és un joc d'ordinador creat per Chris Pirih l'any 1991. L'objectiu del joc era esquiar i esquivar els obstacles.

## Història
Pirih, que llavors treballava com a programador de Microsoft, va crear SkiFree en llenguatge C al seu ordinador personal per entretenir-se i per aprendre; el creador afirma que havia decidit d'aprendre a programar en Windows (concretament la versió 3.0 i va començar creant un programa d'esquí; el joc eventualment va cridar l'atenció de l'equip de programació del Microsoft Entertainment Pack (ell diu que estava jugant amb el joc en hores de treball) el qual va decidir d'afegir-lo. Pirih va decidir anomenar-lo WinSki però els encarregats del màrqueting van decidir que l'anomenés SkiFree (ell comenta que no hi estava d'acord, Microsoft va llicenciar-lo sota la seva marca i li va pagar amb 100 accions de MSFT).
SkiFree va ser pensat per un equip amb processador 386 i targeta gràfica VGA a causa de les limitacions tècniques que en aquella època hi havia. L'última versió de 16 bit va ser la 1.03, que va ser compilada l'abril del 2005.
El 1993 va iniciar-se la versió 2 del joc, que tindria unes lleis físiques més reals, opció multijugador, joc en xarxa, contrincants dirigits per l'AI i so. Ja tenia feta la meitat de totes aquestes novetats però en el tema de les lleis físiques va ser tan estricte al punt que el joc era "injugable". Al mateix temps, va perdre el codi font del joc original, i a sobre va dirigir la seva atenció a altres programes, amb el qual la versió 1.0 va quedar-se fins a l'abril del 2005.
La nova versió 1.03 suporta mode real de 32 bit, amb el qual pot iniciar-se en equips amb Windows XP; té un baix consum de CPU (d'1% en comptes del 100%). El mateix any, però en octubre, presentà la versió 1.04, que resolia alguns errors gràfics.

## El joc
Al principi del joc, l'usuari pot elegir entre 4 opcions:
- Free-style: L'objectiu és anar fent punts amb "style points" fent voltes a l'aire, saltant sobre saltadors, etc.
- Slalon: L'objectiu és completar l'eslàlom amb el menor temps possible.
- Tree Slalon: Semblant a l'anterior, però amb arbres.
- No entres en cap de les 3 opcions anteriors i senzillament, esquies lliurement.

## L'abominable home de les neus
Un cop el jugador ha completat la seva cursa, el joc no s'acaba de cop i volta; és més, el jugador segueix esquiant fins que es troba amb un "abominable home de les neus", que el persegueix i intenta menjar-se a l'esquiador. A partir d'aquest punt, l'esquiador pot seguir esquiant llevat que el monstre l'enxampi.
Aquest apareix a la marca 2.000 m i persegueix al jugador costa avall. Passats 20–30 m, un altre monstre s'uneix en la persecució però direcció amunt; un traçat angulós en mode "ràpid" evita a ambos, però després la distància comença a comptar de -2000 m. El joc fa bucles a si mateix, i qualsevol qui esquii fora de la pista atreu al monstre; si el jugador torna al "marc invisible", el monstre es para. És possible d'escapar del Monstre de les neus recorrent uns altres 2.000m del punt a on inicia la persecució el monstre, creant un bucle i iniciant des del principi.
Un altre monstre de la neu apareix quan el jugador travessa 125 m direcció avall des de l'inici o 500 m de l'esquerra o dreta.

## Ous de pasqua
- Al llarg del joc hi ha arbres que els apareixen una mena de peus i es poden moure. Si el jugador es mou cap amunt, per exemple, es pot veure.
- Pots encendre un arbre mort quan el jugador salta per sobre d'ell.
- Quan salta un obstacle, si tornes a fer clic farà una volta a l'aire.
- Si el jugador esquia cap al costat d'un gos, aquest lladra i s'asseu. Normalment aquest deixa un toll verdós a la neu que es fa visible quan el gos torna a caminar.
- En la modalitat Free-style pots guanyar molts punts fent accidents; per això has de clicar força cops el botó del ratolí.
- Fent el salt, mou les tecles esquerra-dreta. Si el jugador cau de costat, aquest es quedarà quiet a la neu després del salt.
- El superjump. Si fas un salt, i llavors tornes a fer un altre salt, faràs el superjump. Això és cert si estàs en el mode ràpid (tecla "f" per activar-lo).